# Universidad Alfonso X el Sabio
La Universidad Alfonso X el Sabio (UAX) es una universidad privada española con sede en Villanueva de la Cañada.

## Historia
Mediante la Ley 9/1993, de 19 de abril, de reconocimiento de la Universidad «Alfonso X el Sabio», de Madrid, el Congreso de los Diputados aprobó la fundación de la Universidad Alfonso X el Sabio; la cual inició el primer curso académico en el año 1994. Su nombre rinde homenaje al rey castellano del siglo XIII Alfonso X. Su lema es Bonum est diffusivum sui («El bien se difunde por sí mismo»).
Se trató de la primera universidad privada de España de carácter laico y aconfesional, puesto que las que previamente se habían fundado estaban vinculadas a la Iglesia católica.
En 2024 la universidad desembarcó en Málaga fundando la Universidad Alfonso X el Sabio Mare Nostrum, otra universidad privada reconocida en la Ley 3/2024, de 26 de julio, de reconocimiento de la universidad privada Universidad Alfonso X el Sabio Mare Nostrum, ley aprobada en julio de 2024 por el Parlamento de Andalucía.
En 2025 la Universidad mostró su interés de crear un centro adscrito en Oviedo (Asturias), donde en 2021, a través de la sociedad Guadarrama Proyectos Educativos, propietaria también de la universidad, compró Cursos Intensivos MIR Asturias, que llevaba 35 años como centro de alto rendimiento específico para quienes aspiran a conseguir una plaza de médico interno residente en la sanidad pública. Plantea ubicar ambas instituciones académicas en el Palacio de Congresos de Oviedo.

## Campus
La universidad cuenta con tres campus:
- Campus Villanueva de la Cañada, situado en el municipio madrileño de Villanueva de la Cañada a 25 kilómetros de Madrid,[11] con una capacidad de acogida de 15.000 alumnos que tienen la posibilidad de residir en el propio campus, ya que incluye tres residencias universitarias. Sigue el modelo americano de campus,[3] por el cual las instalaciones forman un extenso complejo independiente del núcleo de población. Con una superficie de 1.000.000 m²[12] este campus cuenta con: 
  - 100 aulas para la enseñanza teórica.
  - Aulas híbridas.[12]
  - 11 laboratorios de investigación.[12]
  - 45 laboratorios docentes para reproducir la realidad laboral.
  - Laboratorios con tecnología de última generación, como el UAX Bio Lab dedicado a los Grados de Biomedicina y Biotecnología, para realizar prácticas en diferentes áreas como Biología Molecular, Microbiología e Inmunología.
  - Fab Lab: un novedoso espacio dotado de la última tecnología para el aprendizaje en diseño e impresión 3D.
  - Aula de simulación de Farmacia.
  - Laboratorio de Electrofisiología.[12]
  - La biblioteca de la universidad, en su propio edificio, que posee un fondo bibliográfico de más de 10.000 volúmenes.[12]
  - Instalaciones deportivas que constan de un campo de fútbol de césped sintético, un campo de rugby, pistas de atletismo, fosos de lanzamiento homologados para competiciones internacionales, pistas de tenis y deportes de raquetas, tatami para judo y artes marciales, un polideportivo de vanguardia: el UAX Fitness Center (de 800 m²), pistas para la práctica de fútbol sala, baloncesto, balonmano, voleibol, etc.[12]

- Campus de Madrid Chamartín, ubicado en el centro financiero de Madrid, se emplaza en un edificio de cuatro plantas recientemente remodelado, que sirve para completar la oferta formativa del campus de Villanueva de la Cañada con la docencia de postgrado y estudios artísticos avanzados. En este campus se ubican:
  - La Facultad de Música y Artes Escénicas.
  - El Instituto de Postgrado: espacio diseñado para cursar las especializaciones de máster universitario, cuyo objetivo es ayudar al estudiante a recibir una formación avanzada en búsqueda de la excelencia profesional y la empleabilidad, permitiendo que inicie tareas en el campo de la investigación y la especialización.

- Campus de Madrid Chamberí, ubicado en la calle de Arapiles 13, que alberga la Facultad Business & Tech.

## Centros sanitarios asistenciales
La universidad cuenta con tres centros sanitarios en Madrid, la Clínica Universitaria Odontológica Alfonso X el Sabio, la Policlínica Universitaria Alfonso X el Sabio y el Centro Odontológico de Innovación y Especialidades Avanzadas; y un hospital veterinario en Villanueva de la Cañada, el Hospital Clínico Veterinario UAX, todos ellos con un doble objetivo docente y asistencial. Asimismo, la universidad dispone de su propio Hospital Virtual de Simulación UAX. 

## Rectores
- Vicente Ortega Castro (enero de 1994-julio de 1995)
- Manuel López Cachero (1995-2005)
- José Domínguez de Posada (junio de 2005-agosto de 2020)
- Isabel Fernández Martínez (septiembre de 2020-abril de 2025)
- Juan Romo (abril de 2025-actualidad)